# Sima (địa chất)

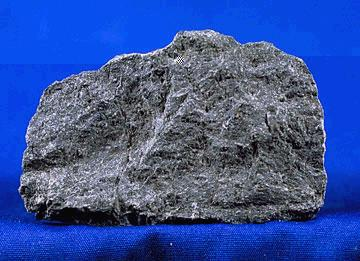
Sima thường có dạng đá Basalt khi ở trên bề mặt

Trong địa chất, Sima (/ˈsaɪmə/) là tên cho các lớp dưới lớp vỏ của Trái đất. Lớp này được làm từ đá giàu khoáng chất silicat magiê. Thông thường khi sima nổi lên bề mặt, nó là đá bazan, vì vậy đôi khi lớp này được gọi là 'lớp bazan' của lớp vỏ. Lớp sima còn được gọi là 'lớp vỏ cơ bản' hay 'lớp cơ bản' vì đây là lớp thấp nhất của lớp vỏ. Bởi vì đáy đại dương chủ yếu là lớp sima, đôi khi nó còn được gọi là 'lớp vỏ đại dương'.
Tên 'sima' được lấy từ hai chữ cái đầu tiên của silica và magiê. Có thể so sánh là tên 'sial', là tên của lớp trên của vỏ lục địa Trái đất.

## Thạch luận học
Sima có mật độ cao hơn (2800 đến 3300 kg/m³) so với sial, điều này là do lượng sắt và magnesi tăng lên, và lượng nhôm giảm. Khi sima dày đặc hơn xuất hiện trên bề mặt, nó tạo thành đá mafic, hoặc đá có khoáng chất mafic khủng. Sima dày đặc nhất có ít silica và tạo thành đá ultramafic.